# سد پلاستیراس
سد پلاستیراس (به لاتین: Plastiras Dam) یک سد قوسی در یونان است.